# Gaëlle Mys
Gaëlle Mys, née à Gand le 16 novembre 1991, est une gymnaste belge.

## Biographie
Son agrès de prédilection est la poutre. Elle participe à ses premiers premiers Championnats d'Europe en 2007 en tant que benjamine de la compétition.
Elle termine 18e lors des Championnats du monde de gymnastique artistique 2013 à Anvers.
En 2015, elle termine à la 6e place du concours général féminin lors Jeux européens de 2015.
Aux Championnats d'Europe de gymnastique artistique féminine 2016 à Berne, elle termine 6e à la poutre et 7e au sol.
Elle a participé à trois éditions des Jeux olympiques (2008, 2012 et 2016), d'abord en individuel (2008 et 2012), ensuite avec l'équipe belge de gymnastique artistique féminine (2016).

## Jeux olympiques d'été de 2008
Lors des Jeux olympiques d'été de 2008, elle atteint la finale du concours général individuel en gymnastique artistique féminine, finale qu'elle termine à la 24e place sur 24,.

## Jeux olympiques d'été de 2012
Sélectionnée en remplacement de Julie Croket, qui s'était sérieusement blessée avant les Jeux, elle termine 31e des qualifications du concours individuel et ne réédite donc pas sa performance de 2008,.